# Louis-Hector Allemand
Pour les articles homonymes, voir Allemand (homonymie).
Louis-Hector François Allemand, né le 5 août 1809 à Lyon et mort le 13 septembre 1886 dans le 2e arrondissement de Lyon, est un peintre et graveur français.

## Biographie
Quand il naît en 1809, son père Hector Allemand est contrôleur principal des droits réunis et sa mère Marie de Livanie est une artiste peintre amatrice de miniature. Obligé de quitter Lyon quand son père perd son poste quand il a quinze ans, Louis-Hector s'engage dans une maison de commerce de fil et de cotons. Pendant vingt ans, il concilie son travail de commerçant avec ses loisirs consacrés à la peinture, inspiré par les sites naturels de sa ville natale comme le Parc de la Tête d'Or, les saulées d'Oullins ou les collines des Monts d'Or.

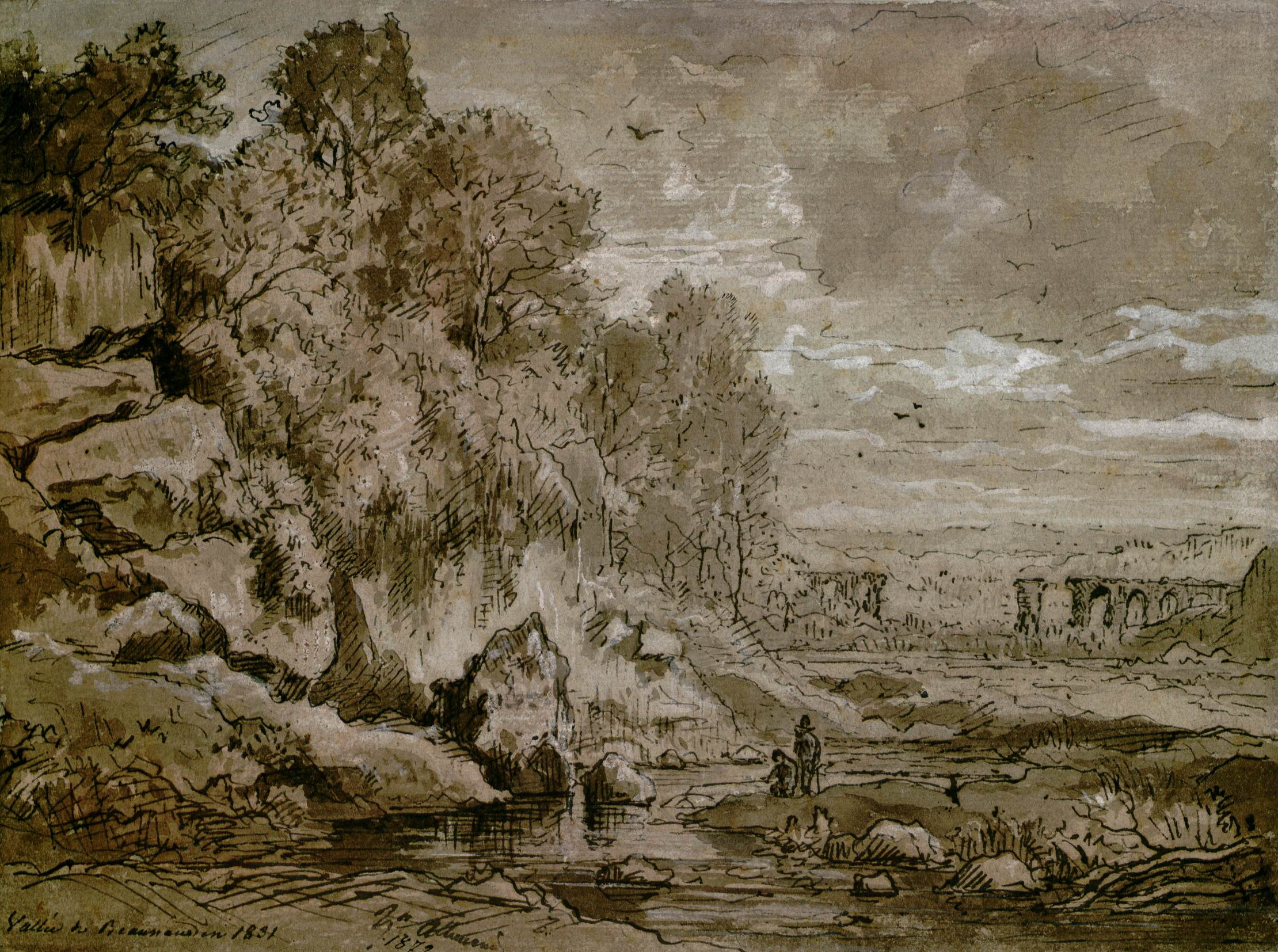
Vallée de Beaunaudon (1872). Musée Fabre, Montpellier.

C'est seulement à trente-six ans qu'il arrête le commerce pour se consacrer uniquement à la peinture et créer son atelier. Il ose alors proposer ses tableaux au Salon de Lyon en 1846 et à celui de Paris en 1848. Il peint de nombreux paysages animés et d'eau inspirés de Jacob van Ruisdael ou de Théodore Rousseau et réalisent des eaux-fortes. Il donne ses œuvres à des musées de Londres, de Dresde, de Munich et de Paris.
En 1877, il publie les Causeries sur le paysage. Il fut aussi un collectionneur et un aquafortiste très prolifique.
Mort à Lyon le 13 septembre 1886, il est enterré au cimetière de la Guillotière.

## Œuvres
- Étude d'arbres, 1853[5].
- Étang de Frignon, 1856[6].
- Une matinée d'avril à Cernay, 1856[7].
- Temps orageux, 1857[8].
- Environs de Crémieu, 1862[9].
- Bords du Rhône, 1863[10].
- Quai du Rhône, 1869[11].
- Vallée de Beaunaudon, 1872[12].
- Paysage avec animaux, 1881[13].
- En gardant les vaches ; Paysage d'automne, avant 1886[13]